# 石黒光弘
石黒 光弘（いしぐろ みつひろ、生没年不詳）は、平安時代末期に活躍した、越中国礪波郡石黒荘を本貫とする武士。宮崎太郎らとともに越中国の武士の中では早くから木曽義仲に協力し、治承・寿永の乱において篠原の戦いや倶利伽羅峠の戦いといった北陸道での合戦で活躍したことで知られる。

## 出自

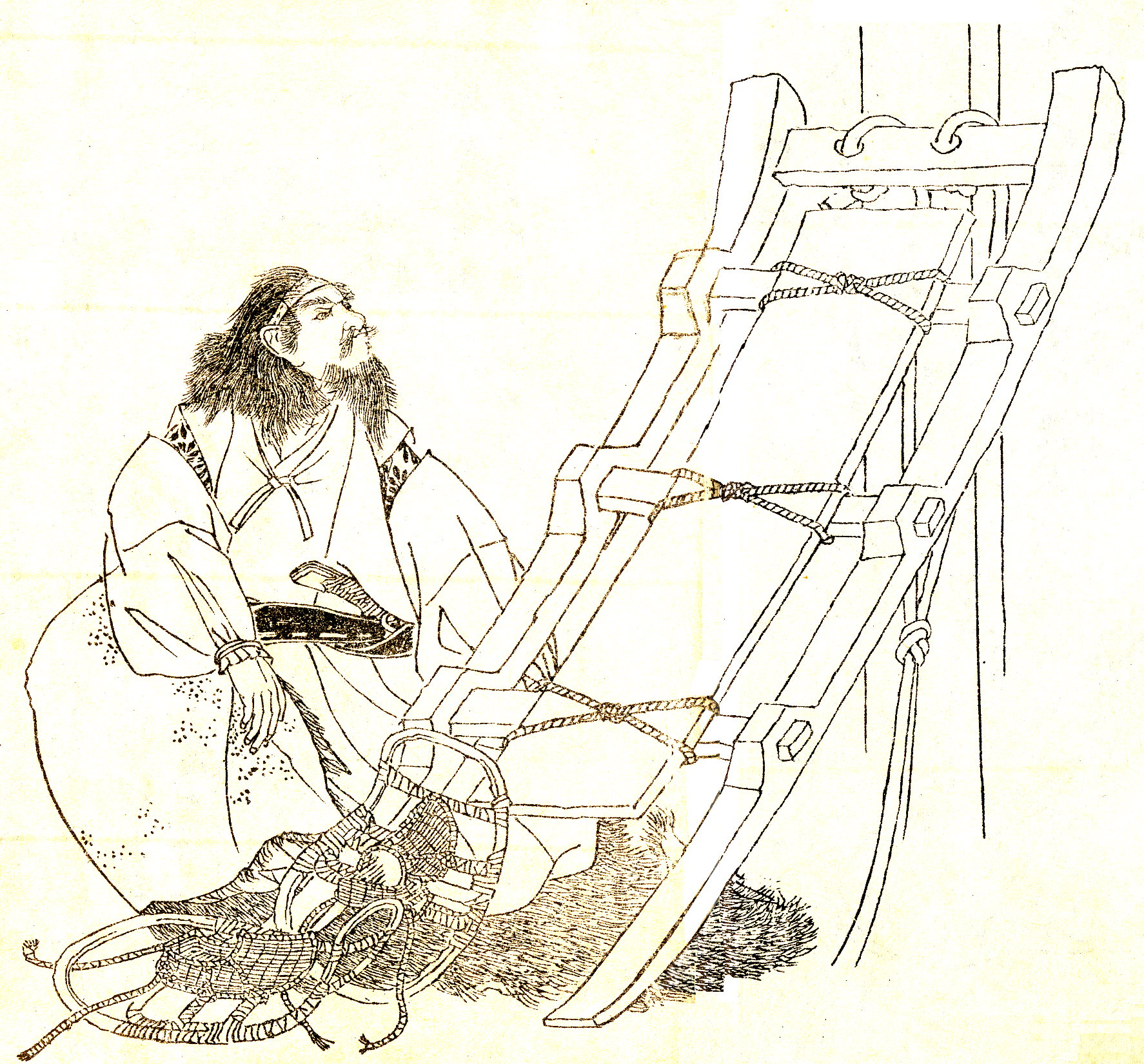
藤原利仁像（菊池容斎『前賢故実』より）。

石黒家の出自については、大きく分けて(1)古代豪族利波臣家の末裔とする系図、(2)藤原利仁の末裔とする系図、(3)大伴家持の末裔とする系図の３種類が伝えられている。しかしこれらの系図はいずれも後代に編纂された個人蔵のものばかりであり、『尊卑分脈』のような一次史料では言及されないことから、今なお定説が確立するには至っていない。
まず、(1)古代豪族利波臣家を始祖とする系図は「越中国石黒系図」のみであるが、本系図では利波臣家の末裔の光久という人物が「林貞光の猶子となり藤原氏と改めた」とし、その息子光興と林貞光の娘との間に生まれたのが石黒光弘であったとする。次に、藤原利仁を始祖とする系図は多数あるが、最も詳細な石黒大介所蔵系図では藤原利仁の九世孫の光景が石黒姓を名乗ったとし、その息子を石黒光弘とする。最後に、大伴家持を始祖とする系図はいずれも概略しか伝えておらず、石黒光弘について言及していない。
上記の系図の内、最も問題となるのが「越中国石黒系図」で、この系図に基づけば砺波郡における古代(利波臣家の支配)から中世(石黒武士団の登場)への移行をスムーズに理解できる。しかし、「越中国石黒系図」は1910年に書写された写本しか現存しないことから偽作説が根強く、とりわけ利波臣家の系譜については「越中国官倉納穀交代記」を元に偽作されたのではないかとする指摘がある。一方、藤原利仁末裔説では古代に隆盛を極めた利波臣家が何故突如として消えてしまったのか、という疑問が残る。
越中中世史研究者の久保尚文は「越中国石黒系図」は段階的に編纂され成立した系図であると指摘しており、信憑性の高い箇所（南北朝期）と低い箇所（戦国期）が混在しているとする。また、久保は「越中国石黒系図」のみならず他の石黒家系図にしても全て近世以後に成立したものであることも踏まえ、2023年時点でも石黒氏の出自については「結論を得ていない」としている。

## 活動

### 木曾義仲への帰順

義仲館の銅像。巴御前と並ぶ

12世紀後半に治承・寿永の内乱が勃発すると、木曽義仲が信濃国で挙兵し、1181年（治承5年）の横田河原の戦いに勝利したことで北陸道まで勢力を拡大した。九条兼実の日記である『玉葉』には治承5年7月末時点で越中・加賀・能登の国人が「東国と意を同じくし」 反平家の動きを見せていることが伝えられている。
『平家物語』には横田河原の勝利に呼応して「北陸道七ヶ国の兵共」ら北陸の武士団が木曽義仲勢への参加を表明したと記され、『源平盛衰記』では「越中国住人」から「石黒太郎光弘、高楯次郎光延、泉三郎福満、五郎千国、太郎真高、向田二郎村高、水巻四郎安高、同小太郎安経、中村太郎忠直、福田二郎範高、吉田四郎賀茂、島七郎、宮崎太郎、南保二郎、入前小太郎」らが義仲の傘下に入ったとする。この『源平盛衰記』の記事こそ石黒光弘が史料上に現れる最初の事例であり、ともに名前を挙げられる武士たちの中で高楯・福満らは石黒光弘と同族の「石黒党」であったと推定されている。
また石黒荘弘瀬郷では、藤原定直が1181年（治承5年）付けで留守所（＝越中国衙）より、また1182年（治承6年）付けで木曽佐馬頭（＝義仲）より、それぞれ地頭職の安堵を受けたとの記録が残されている。藤原定直は石黒家と同族であると推定され、記録には残らないものの石黒光弘も藤原定直と同様に1181年〜1182年頃には木曾義仲より地頭職の安堵を受けていたと考えられる。
なお、留守所（＝越中国衙）からの安堵状に関して、同年11月に能登国の武士が国衙を占領した上で義仲の安堵を受けた記録があることから、越中においても義仲方の武士（石黒武士団）が国衙を掌握した上で安堵状を出させたものと古くは解釈されてきた。しかし石黒党の国衙掌握は明確な史料的裏付けがなく、近年では久保尚文が当時の越中では待賢門院兄弟の閑院流諸家の領主が多くの荘園（般若野荘・高瀬荘）を有していたことを指摘し、越中国衙はそもそも荘園領主たる院近臣を通じて義仲に協力的であったため、主体的に安堵状を出したものと解釈している。

### 火打城の戦い
石黒光弘の具体的な活動については『平家物語』や『源平盛衰記』等の軍記物にしか記されず、その初見は火打城の戦いについて扱う「源氏落燧城事」となる。1183年（寿永2年）4月17日、平家は平維盛を大将とする大軍を北陸道に派遣し、同月26日には越前国に入った。平維盛軍は石黒光弘も含む北陸道の在地反乱勢力（研究者はこれを「兵僧連合」と呼ぶ）が籠もる火打城を取り囲むが、火打城は平泉寺長吏斉明が平氏に内通したことが決定打となって陥落してしまった。
『源平盛衰記』によると、敗退した「兵僧連合」は加賀国篠原の宿まで撤退したが、平維盛軍が加賀国まで入ったことを知ると今後の方策を巡って軍議を開いた。この時、吉田四郎なる人物は急ぎ越後国の木曾義仲の元に馳せ参じるべきであると主張したが、石黒太郎光弘は「弓箭とる身は……大勢小勢をば云べからず、如何にも御方を後に当て、敵に向うは武者の法なり」と述べて抗戦を主張し、光弘の意見が賛同を集め再度平家方に決戦を挑むこととなった。こうして、石黒光弘らは「安宅の渡・住吉浜」にて平維盛軍を迎え撃ったが、やはり多勢に無勢で敗北を喫し、石黒光弘も越中前司盛俊の射た矢を受けて落馬し川に落ちてしまった。この時、「舎弟」の福満五郎が石黒光弘を水中より救い出し、朴坂峠を越え「石黒に帰って灸治した」と『源平盛衰記』は伝えている。

### 義仲を越中に迎える

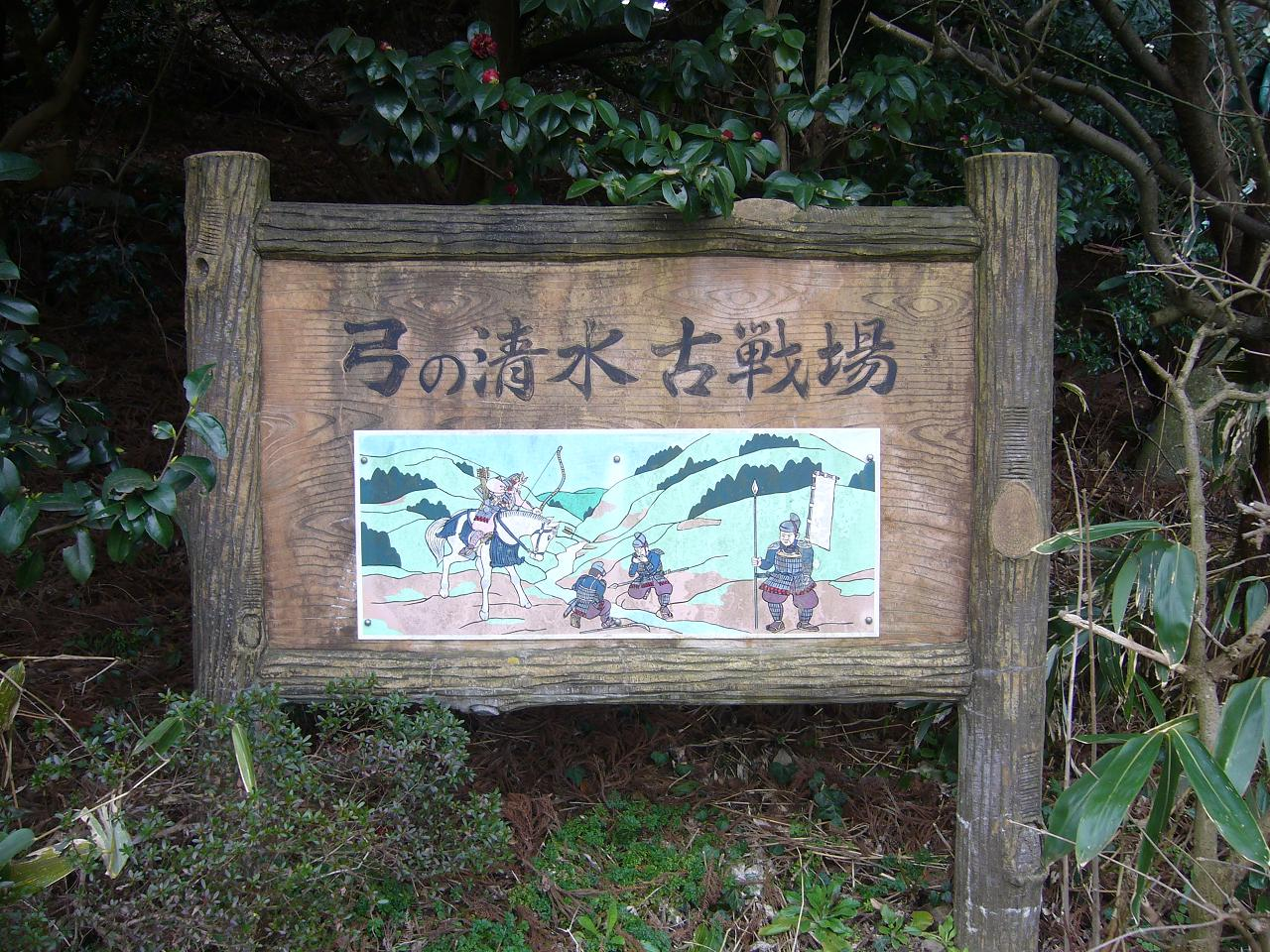
般若野古戦場。

火打城での敗戦によって越前・加賀は平家方によって平定されてしまったが、一方で敗走した「兵僧連合」が木曾義仲を頼ったため、石黒光弘も含め北陸道の反平家勢力が義仲の下で一本化されるという結果も生んだ。加賀を平定した平家方は義仲方が駐屯する越後国府を目指し、越中国まで入ると般若野に着陣した。これを受けて、義仲と別行動を取っていた今井兼平は婦負郡御服山に着陣している。『源平盛衰記』によると、この時平家軍と今井兼平が般若野で戦闘を交え、「兼平軍が平家軍を加賀に押し戻した」とされるが（般若野の戦い）、『平家物語』諸本では言及されないため実在を疑問視する説もある。
今井兼平と別行動を取っていた木曽義仲は5万の軍勢を率い、六動寺（現六道寺地区）に着陣すると射水川（現在の庄川・小矢部川が合流した河川）を挟んで対岸の越中国府（現伏木地区）に着到報告を行った。越中国府まで進出することは後白河院方人脈の越中国衙在庁官人層に対する軍事制圧を意味するため、敢えて義仲は射水川を渡河しなかったものとみられる。なお、義仲軍の中で信濃勢が一国で万騎を超すのに対し、越中勢が石黒・宮崎あわせて500騎余りしかいなかったとされるのは、この時点で越中国衙が中立的立場を保ち積極的に義仲に味方していなかったためと推測される。
その後、義仲軍は「般若野御河端」に移って軍議を開いたとされるが、「般若野御河端」とは長門本『平家物語』に見える「池原の般若野」と同じ地で、現在の砺波市栴檀野地区池原に相当する。この地は婦負郡・射水郡・砺波郡の境界線上にある上、砺波郡式内社格の荊波神社が位置しており、ここで義仲軍は石黒勢と合流した上で荊波神社での神事執行により結束を誓ったのであろう。『平家物語』等では描写されないが、越中国衙が公的には義仲勢の進軍に協力しないのに対し、石黒光弘らは高瀬神社・荊波神社といった砺波郡内の有力神社での神前行事を経ることで義仲勢への参加を公的行事として昇華したものとみられる。

### 倶利伽羅峠の戦い
般若野での軍議の結果、義仲軍は数的不利を補うために「敵が平地に降りて来ない内に三方より包囲し、倶利迦羅山の渓谷へ追い落とす」作戦を取ることに決まった。更に『源平盛衰記』は義仲軍が７手に分かれて進軍したとしており、下記のような形で各隊は配置されたとする。
| 大将         | 兵数  | 案内者                     | 配置       |
| ------------ | ----- | -------------------------- | ---------- |
| 十郎蔵人行家 | 1万騎 |                            | 志雄山     |
| 根井小弥太   | 2千騎 | 蟹谷二郎                   | 南黒坂     |
| 今井四郎兼平 | 2千騎 | 石黒太郎光弘・高楯二郎光延 | 日宮林     |
| 樋口次郎兼光 | 3千騎 | 加賀国住人、林・富樫       | 冨田・竹橋 |
| 余田次郎ほか | 3千騎 | 宮崎太郎・向田荒次郎       | 北黒坂     |
| 巴女         | 1千騎 | 水巻四郎・同小太郎         | 鷲岳       |
| 木曾義仲     | 3万騎 |                            | 埴生・柳原 |

上記の表に見えるように越中国の武士は各隊の案内役を務め、特に石黒光弘は義仲の乳母子で腹心の部下である今井兼平の先導を務めた。平家軍が寝静まった夜間に、義仲軍は突如大きな音を立てながら攻撃を仕掛けた。浮き足立った平家軍は撤退しようとするが退路は樋口兼光に押さえられていた。大混乱に陥った平家軍7万余騎は唯一敵が攻め寄せてこない方向へと我先に脱出ようとするが、そこは倶利伽羅峠の断崖だった。平家軍はそれが分からず将兵が次々に谷底に転落して壊滅した。平家は、義仲追討軍10万の大半を失い、平維盛は這々の体で加賀国へ退却した。
『玉葉』には「官軍（平家軍）の先鋒が勝ちに乗じ、越中国に入った。義仲と行家および他の源氏らと戦う。官軍は敗れ、過半の兵が死んだ」とのみ記されている。また『源平盛衰記』には、義仲が400～500頭の牛の角に松明をつけて平家軍に突進させ谷底へ落としたという「火牛の計」のエピソードを載せるが、『平家物語』諸写本には全く見られない記述であり、この逸話は中国の戦国時代に斉の将軍・田単が、火牛の計で燕軍を破った故事をもとに創作されたと考えられている。
大勝利を収めた義仲軍は同月末に京を占領するに至ったが、後白河法皇と対立した末に粟津の戦いで討たれた。義仲入京後の石黒光弘の動向は記録がないが、義仲の敗死によって失意のまま石黒荘に帰還したものと推定される。なお、福光地域の下刀利集落には義仲とともに上洛したが、敗れて刀利の山中に逃れ住んだという伝承を持つ木曾一族が居住していた。

## 石黒家略系図
|  |  |                         |                         |                         |                         |                         |                         |  |  | 石黒権大夫 光久 |  |  |  |  |  |  |  |  |  |                 |                 |                 |                 |                 |                 |  |  |  |  |  |  |  |  |  |  |
|  |  |                         |                         |                         |                         |                         |                         |  |  |                 |  |  |  |  |  |  |  |  |  |                 |                 |                 |                 |                 |                 |  |  |  |  |  |  |  |  |  |  |
|  |  |                         |                         |                         |                         |                         |                         |  |  | 石黒太郎 光興   |  |  |  |  |  |  |  |  |  |                 |                 |                 |                 |                 |                 |  |  |  |  |  |  |  |  |  |  |
|  |  |                         |                         |                         |                         |                         |                         |  |  |                 |  |  |  |  |  |  |  |  |  |                 |                 |                 |                 |                 |                 |  |  |  |  |  |  |  |  |  |  |
|  |  |                         |                         |                         |                         |                         |                         |  |  | 石黒太郎 光弘   |  |  |  |  |  |  |  |  |  |                 |                 |                 |                 |                 |                 |  |  |  |  |  |  |  |  |  |  |
|  |  |                         |                         |                         |                         |                         |                         |  |  |                 |  |  |  |  |  |  |  |  |  |                 |                 |                 |                 |                 |                 |  |  |  |  |  |  |  |  |  |  |
|  |  |                         |                         |                         |                         |                         |                         |  |  |                 |  |  |  |  |  |  |  |  |  |                 |                 |                 |                 |                 |                 |  |  |  |  |  |  |  |  |  |  |
|  |  | 石黒二郎兵衛尉 光宗     | 石黒二郎兵衛尉 光宗     | 石黒二郎兵衛尉 光宗     | 石黒二郎兵衛尉 光宗     | 石黒二郎兵衛尉 光宗     | 石黒二郎兵衛尉 光宗     |  |  |                 |  |  |  |  |  |  |  |  |  | 石黒弥太郎 光房 | 石黒弥太郎 光房 | 石黒弥太郎 光房 | 石黒弥太郎 光房 | 石黒弥太郎 光房 | 石黒弥太郎 光房 |  |  |  |  |  |  |  |  |  |  |
|  |  | 石黒二郎兵衛尉 光宗     | 石黒二郎兵衛尉 光宗     | 石黒二郎兵衛尉 光宗     | 石黒二郎兵衛尉 光宗     | 石黒二郎兵衛尉 光宗     | 石黒二郎兵衛尉 光宗     |  |  |                 |  |  |  |  |  |  |  |  |  | 石黒弥太郎 光房 | 石黒弥太郎 光房 | 石黒弥太郎 光房 | 石黒弥太郎 光房 | 石黒弥太郎 光房 | 石黒弥太郎 光房 |  |  |  |  |  |  |  |  |  |  |
|  |  | 石黒右馬允 光基         | 石黒右馬允 光基         | 石黒右馬允 光基         | 石黒右馬允 光基         | 石黒右馬允 光基         | 石黒右馬允 光基         |  |  |                 |  |  |  |  |  |  |  |  |  | 石黒彦二郎 公房 | 石黒彦二郎 公房 | 石黒彦二郎 公房 | 石黒彦二郎 公房 | 石黒彦二郎 公房 | 石黒彦二郎 公房 |  |  |  |  |  |  |  |  |  |  |
|  |  | 石黒右馬允 光基         | 石黒右馬允 光基         | 石黒右馬允 光基         | 石黒右馬允 光基         | 石黒右馬允 光基         | 石黒右馬允 光基         |  |  |                 |  |  |  |  |  |  |  |  |  | 石黒彦二郎 公房 | 石黒彦二郎 公房 | 石黒彦二郎 公房 | 石黒彦二郎 公房 | 石黒彦二郎 公房 | 石黒彦二郎 公房 |  |  |  |  |  |  |  |  |  |  |
|  |  | 石黒二郎右衛門尉 光綱   | 石黒二郎右衛門尉 光綱   | 石黒二郎右衛門尉 光綱   | 石黒二郎右衛門尉 光綱   | 石黒二郎右衛門尉 光綱   | 石黒二郎右衛門尉 光綱   |  |  |                 |  |  |  |  |  |  |  |  |  | 石黒 光清       | 石黒 光清       | 石黒 光清       | 石黒 光清       | 石黒 光清       | 石黒 光清       |  |  |  |  |  |  |  |  |  |  |
|  |  | 石黒二郎右衛門尉 光綱   | 石黒二郎右衛門尉 光綱   | 石黒二郎右衛門尉 光綱   | 石黒二郎右衛門尉 光綱   | 石黒二郎右衛門尉 光綱   | 石黒二郎右衛門尉 光綱   |  |  |                 |  |  |  |  |  |  |  |  |  | 石黒 光清       | 石黒 光清       | 石黒 光清       | 石黒 光清       | 石黒 光清       | 石黒 光清       |  |  |  |  |  |  |  |  |  |  |
|  |  |                         |                         |                         |                         |                         |                         |  |  |                 |  |  |  |  |  |  |  |  |  |                 |                 |                 |                 |                 |                 |  |  |  |  |  |  |  |  |  |  |
|  |  | 石黒左近蔵人 光治(成綱) | 石黒左近蔵人 光治(成綱) | 石黒左近蔵人 光治(成綱) | 石黒左近蔵人 光治(成綱) | 石黒左近蔵人 光治(成綱) | 石黒左近蔵人 光治(成綱) |  |  |                 |  |  |  |  |  |  |  |  |  | 石黒右近 光義   | 石黒右近 光義   | 石黒右近 光義   | 石黒右近 光義   | 石黒右近 光義   | 石黒右近 光義   |  |  |  |  |  |  |  |  |  |  |